# Dirk Raudies
Dirk Raudies, född den 17 juni 1964 i Biberach an der Riss i Tyskland, är en f.d. roadracingförare som blev världsmästare i 125GP 1993. Efter tävlingskarriären har han bland annat arbetat som kommentator på tyska Eurosport.

## Segrar 125GP
| Nummer | Grand Prix     | År   |
| ------ | -------------- | ---- |
| 1      | Brasilien      | 1992 |
| 2      | Australien     | 1993 |
| 3      | Malaysia       | 1993 |
| 4      | Japan          | 1993 |
| 5      | Tyskland       | 1993 |
| 6      | Holland        | 1993 |
| 7      | San Marino     | 1993 |
| 8      | Storbritannien | 1993 |
| 9      | Italien        | 1993 |
| 10     | USA            | 1993 |
| 11     | Österrike      | 1994 |
| 12     | Tyskland       | 1994 |
| 13     | Barcelona      | 1994 |
| 14     | Holland        | 1995 |